# Euchalinus balteatus
Euchalinus balteatus là một loài tò vò trong họ Ichneumonidae.